# (10794) Vänge
(10794) Vänge (1992 DW5) – planetoida z pasa głównego asteroid okrążająca Słońce w ciągu 5,76 lat w średniej odległości 3,21 j.a. Została odkryta 29 lutego 1992 roku.